# Coelioxys victoriae
Coelioxys victoriae är en biart som beskrevs av Rayment 1935. Coelioxys victoriae ingår i släktet kägelbin, och familjen buksamlarbin. Inga underarter finns listade i Catalogue of Life.